# 59-я пехотная дивизия (Российская империя)
59-я пехотная дивизия — пехотное соединение в составе российской императорской армии.

## История дивизии
59-я пехотная дивизия относилась к группе пехотных дивизий второй очереди мобилизации, которые должны были начать формироваться при объявлении мобилизации из лиц, состоящих в запасе армии, на основе кадра, выделяемого одной из пехотной дивизий мирного времени.
Дивизия формировалась в Московском военном округе, в Воронежской и Тамбовской губернии. Кадр для её формирования был выделен 7-й пехотной дивизией.

06.08.1914 вошла в состав формируемой 9-й армии Северо-Западного фронта.

12.09.1914 включена в формируемую 10-ю армию Северо-Западного фронта.

23.09.1914 подчинена командующему 1-й армии Северо-Западного фронта.

К 08.10.1914 вошла в гарнизон крепости Гродна, переданной в 10-ю армию Северо-Западного фронта.
В составе 2-й армии в январе 1915 г. сражалась у Воли Шидловской.

30.04.1915 включена в формируемый 36-й армейский корпус Северо-Западного фронта.

На 1 января 1916 года входила в 1-й армейский корпус 2-й армии Западного фронта, в составе которого участвовала в Нарочской операции.

59-я пехотная дивизия ничем себя не проявила, проведя первый год войны в гарнизоне Новогеоргиевска. Участвовала в виленских боях и Нарочском наступлении.— Керсновский А. А. История Русской армии
Расформирована в январе 1918 года.

## Состав дивизии
- 1-я бригада:
  - 233-й Старобельский пехотный полк;
  - 234-й Богучарский пехотный полк.
- 2-я бригада:
  - 235-й Белебеевский пехотный полк;
  - 236-й Борисоглебский пехотный полк.
- 59-я артиллерийская бригада (сформирована в июле 1914 года по мобилизации в г. Тамбове, из кадра, выделенного 7-й артиллерийской бригадой).

## Командование дивизии

### Начальники дивизии
- 19.07.1914-24.06.1917 — генерал-майор (с 26.09.1916 генерал-лейтенант) Оглоблев, Александр Семёнович
- 20.07.1917-xx.xx.xxxx — генерал-майор Зайченко, Захарий Иванович

### Начальники штаба дивизии
- 08.11.1914-07.09.1915 — полковник Лебедев, Дмитрий Капитонович
- 20.10.1915-xx.xx.1916 — и. д. капитан (с 06.12.1915) подполковник Доршпрунг-Целица, Иван Иванович
- хх.07.1916-08.10.1916 — генерал-майор Довгирд, Стефан Антонович
- 17.10.1916-xx.xx.xxxx — генерал-майор Попов, Василий Фёдорович

### Командиры бригады
- на 09.1914 — генерал-майор Гудима, Владимир Захарович
- хх.09.1914-хх.хх.хххх — генерал-майор Невтонов, Владимир Фёдорович
- 16.07.1916-19.04.1917 — генерал-майор Александров, Валентин Варухович
- ранее 25.08.1917-xx.xx.xxxx — полковник (с 25.08.1917 генерал-майор) Штенг, Сергей Павлович

### Командиры 59-й артиллерийской бригады
- 25.07.1914-xx.xx.xxxx — полковник Максимов, Павел Флорович
- 01.04.1915-xx.xx.xxxx — генерал-майор Мальковский, Александр Николаевич